# シコタンソウ
シコタンソウ（色丹草、学名：Saxifraga bronchialis subsp. funstonii var. rebunshirensis ）は、ユキノシタ科ユキノシタ属の多年草。

## 特徴
根茎は細く、よく分枝し大きな株になり、マット状に広がる。茎は暗紅紫色で多少肉質の葉を密に互生する。葉は長さ6-15mm、幅1.5-3mmになるさじ状披針形から線状披針形で、先端は鋭形で長さ0.3-1mmになる刺状の毛があり、縁には剛毛がある。
花期は7-8月。高さ3-12cmになる花茎を出し、まばらに茎葉が互生し、先端に集散花序をつけ、2-10個の花をつける。花柄は3-10mmになる。萼裂片は長さ2-3mmの卵状楕円形で、斜開する。花弁は白色または淡黄色で、長さ4-7mmの長楕円形から倒披針形になり、ふつう濃黄色または紅色の斑点がある。雄蕊は長さ4mmで10個あり、葯は淡黄色まれに黄赤色になる。2本の花柱は細長く、長さ4-5mmになる。果実は広卵形の蒴果で長さ4-5mm。種子は楕円形で長さ0.8mmになる。

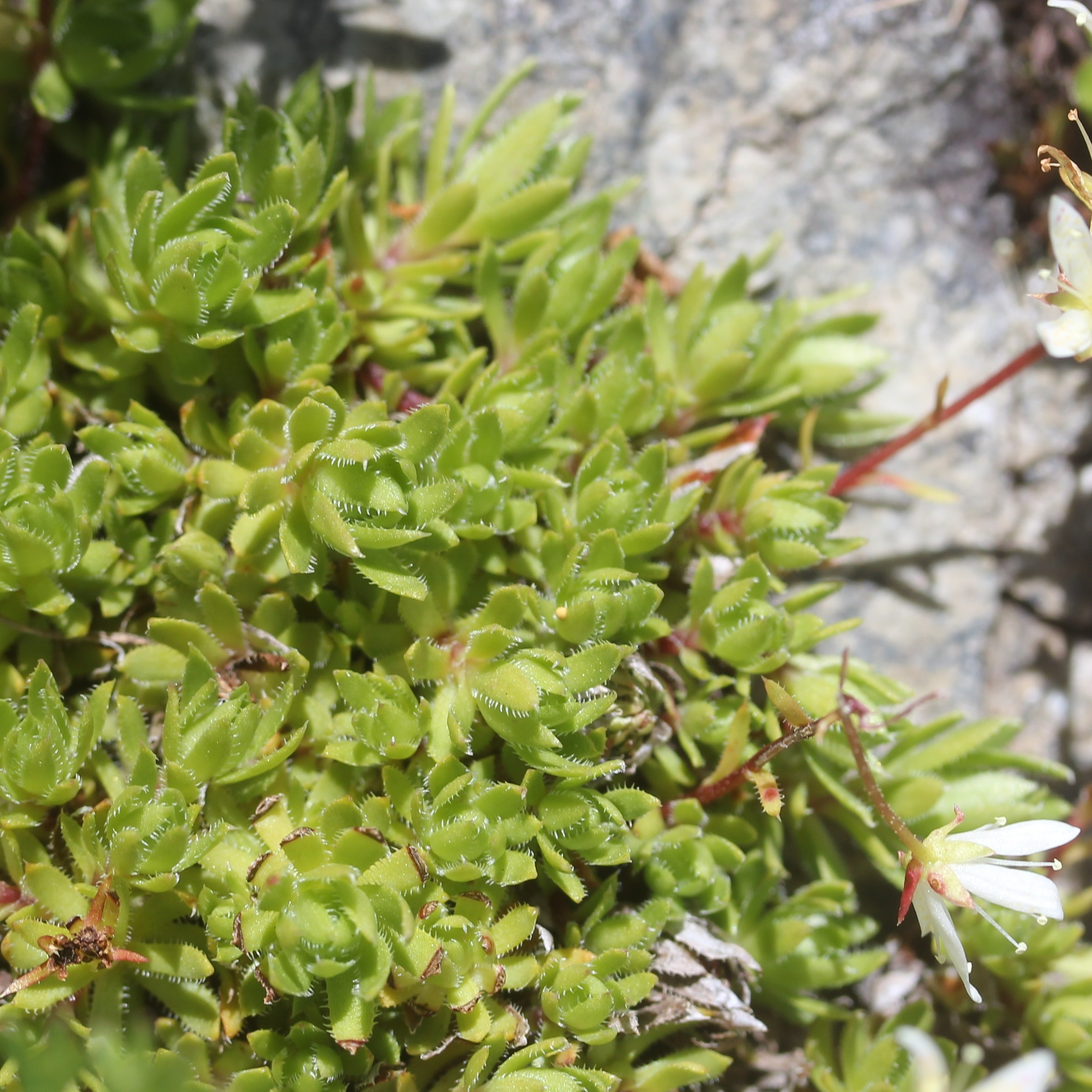
葉を密に互生する
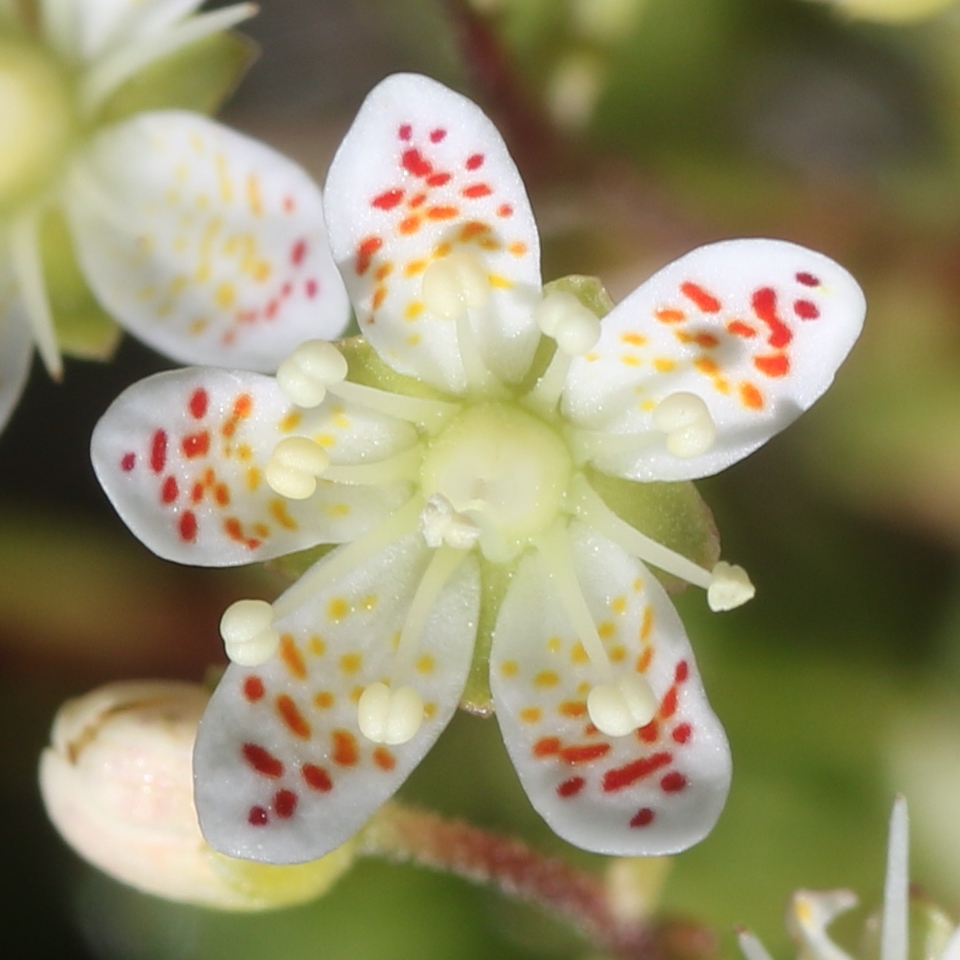
濃黄色と紅色の斑点がある花弁
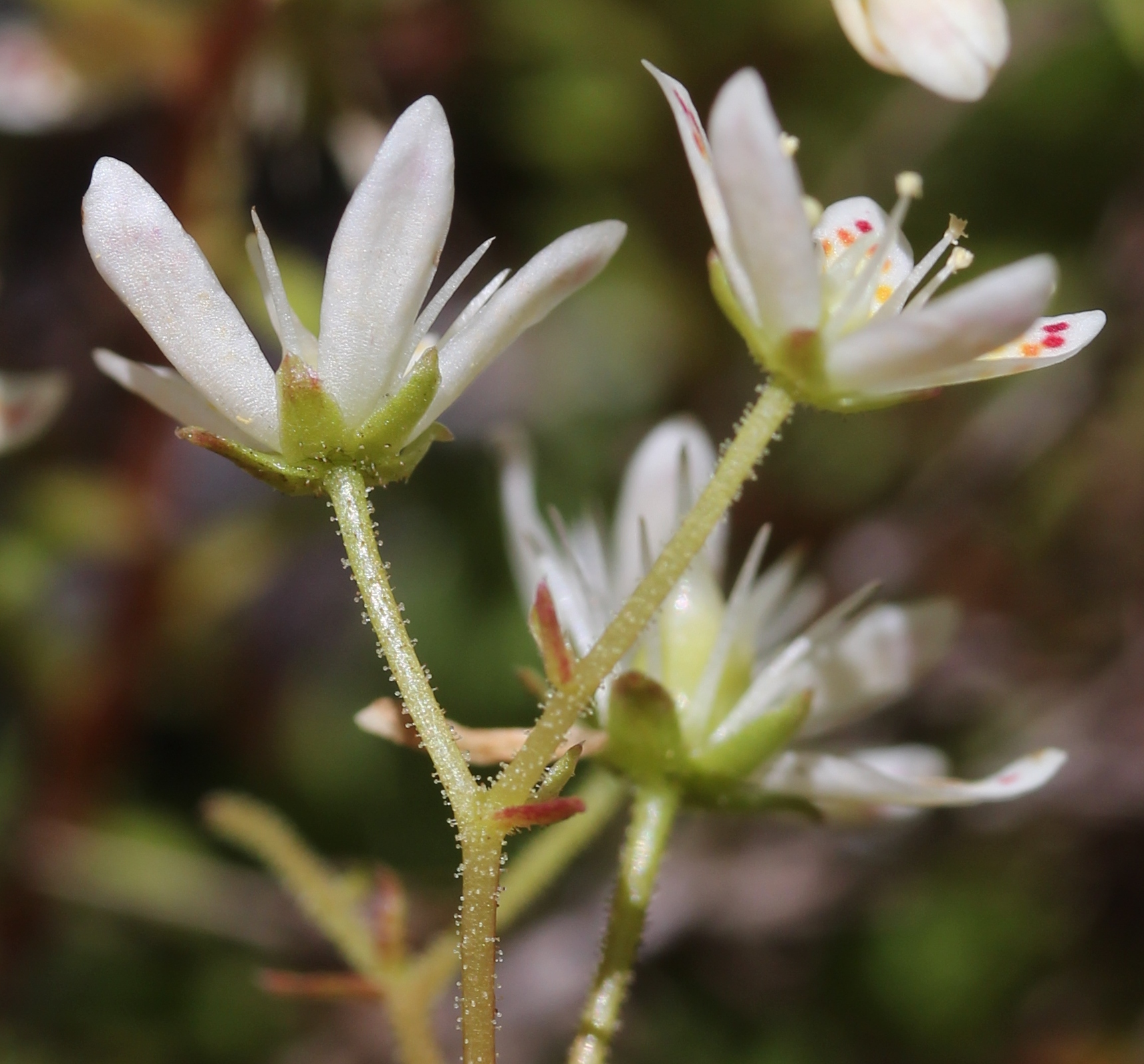
卵状楕円形の萼片

## 分布と生育環境
日本では、北海道、本州中部以北に分布し、高山の岩礫地、砂礫地、岩上に生育する。世界では、樺太、千島に、種としては、シベリア、中国東北部、カムチャツカに分布する。
和名は、色丹島で発見されたことによる。

## シノニム
- Saxifraga cherlerioides D.Don var. rebunshirensis (Engl. et Irmsch.) H.Hara
- Saxifraga rebunshirensis (Engl. et Irmsch.) Sipliv.

## 種内の亜種等
- ナガバシコタンソウ Saxifraga bronchialis L. subsp. bronchialis -（基本種）外国種。
- チャボシコタンソウ Saxifraga bronchialis L. subsp. funstonii (Small) Hultén var. cherlerioides (D.Don) Engl. -外国種。
- ハイシコタンソウ Saxifraga bronchialis L. subsp. funstonii (Small) Hultén var. rebunshirensis (Engl. et Irmsch.) H.Hara f. laxa (H.Hara) T.Shimizu
- ヒメクモマグサ Saxifraga bronchialis L. subsp. funstonii (Small) Hultén var. rebunshirensis (Engl. et Irmsch.) H.Hara f. togakushiensis (H.Hara) Toyok. et Nosaka -葉が小型で縁の刺毛が顕著なもの。北海道の層雲峡付近と長野県戸隠山に生育する。
- ユウバリクモマグサ Saxifraga bronchialis L. subsp. funstonii (Small) Hultén var. yuparensis (Nosaka) T.Shimizu -（シノニム）Saxifraga yuparensis Nosaka -葉先が3裂し、花弁に黄色の斑点はあるが紅色の斑点がないもの。北海道夕張岳の岩礫地に特産する。絶滅危惧IA類(CR)。